# 백지보충권
백지보충권(白紙補充權)이란 백지어음에서 기재가 흠결된 어음요건을 보충하여 완성어음으로 만드는 권리를 말한다.

## 법적성질
- 형성권
- 대리권
- 특수한 권한